# Marie Louise van Hessen-Kassel

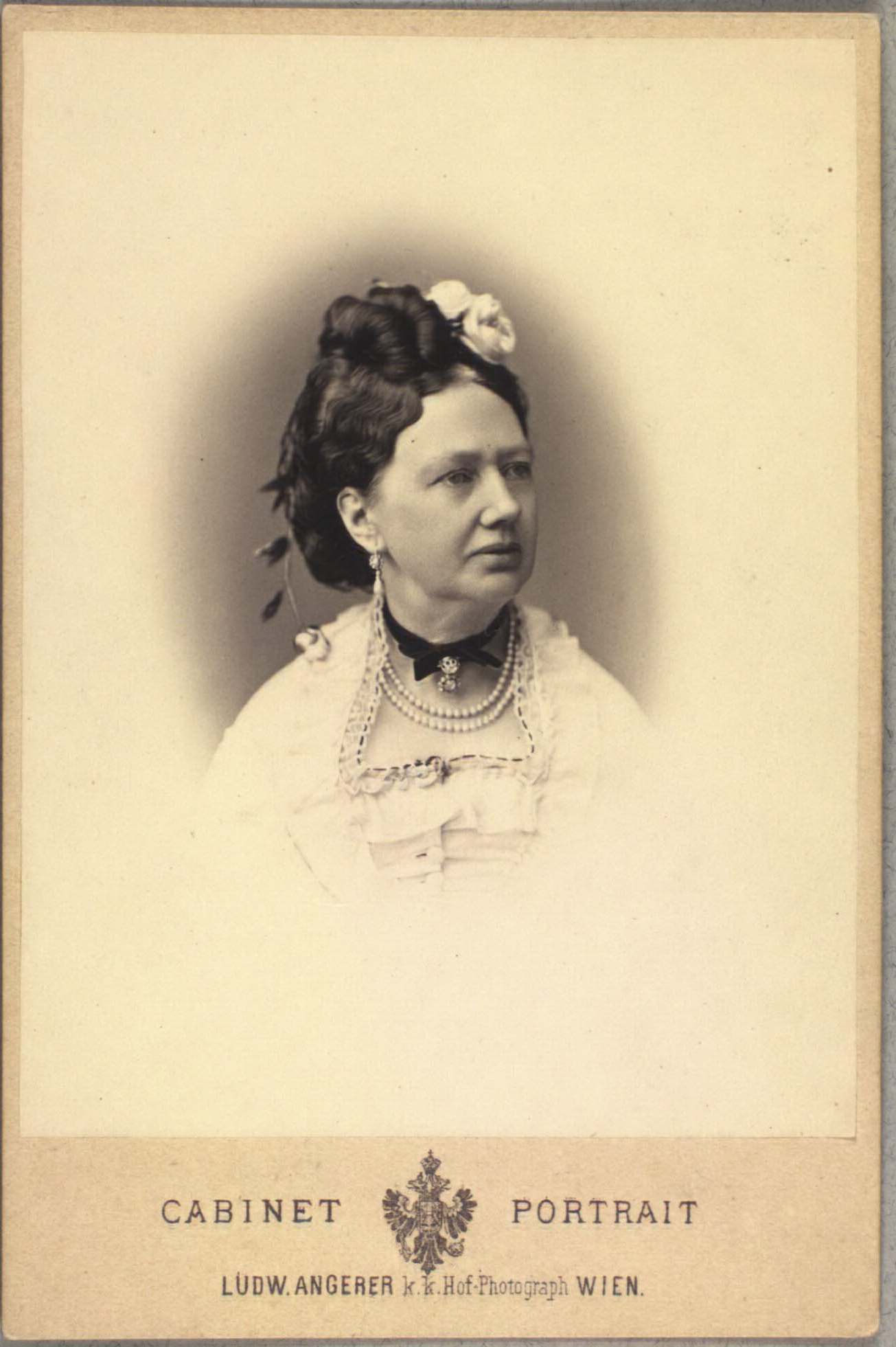
Marie Louise van Hessen-Kassel

Marie Louise Charlotte van Hessen-Kassel (Kopenhagen, 9 mei 1814 - Lenggries, 28 juli 1895) was een landgravin van Hessen-Kassel.

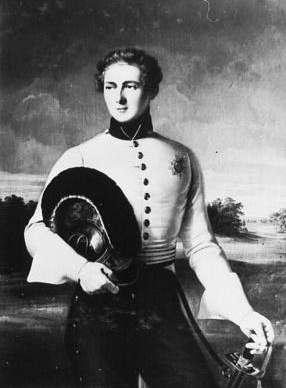
Haar echtgenoot Frederik van Anhalt-Dessau.

Zij was de tweede dochter van Willem van Hessen-Kassel en Louise Charlotte van Denemarken. Haar jongere zuster Louise trouwde met koning Christiaan IX en werd wel de grootmoeder van Europa genoemd. Zelf trouwde Louise op 11 september 1832 met Frederik van Anhalt-Dessau (1799-1864), zoon van Frederik van Anhalt-Dessau (1769-1814). 
Het paar kreeg drie dochters:
- Adelheid (1833-1916), gehuwd met Adolf van Nassau, de latere groothertog van Luxemburg.
- Bathildis (1837-1902), gehuwd met prins Willem Karel van Schaumburg-Lippe
- Hilda (1839-1926).